# Ziegzdriai
Ziegzdriai är en ort i Litauen.   Den ligger i kommunen Kauno rajono savivaldybė och länet Kaunas län, i den centrala delen av landet, 80 km väster om huvudstaden Vilnius. Ziegzdriai ligger 67 meter över havet och antalet invånare är 291.
Terrängen runt Ziegzdriai är platt. Runt Ziegzdriai är det ganska tätbefolkat, med 54 invånare per kvadratkilometer. Närmaste större samhälle är Kaunas, 14,2 km väster om Ziegzdriai. 